# Strom-Verlag
Der Strom-Verlag (Wien) war ein kommerziell orientierter, aber gemäßigt links engagierter österreichischer Verlag der Zwischenkriegszeit.
Die Verlagsgeschichte war kurz aber bewegt: Im April 1929 gründete der aus Budapest stammende Leiter des Phaidon-Verlags, Béla Horovitz (1898–1955), zusammen mit dem Schriftsteller und Rechtsanwalt Július Hajdu (1886–1973) den „Strom-Verlag“. Sitz der Verlags-Ges.m.b.H. war Wien IV., Argentinierstraße 29. Als Prokurist fungierte einer der Geschäftsführer des Phaidon-Verlags, Ludwig Goldscheider (1896–1973).
Die Geschäftsidee des Verlags bestand in der Produktion von Romanen angesehener Schriftsteller in populärer Zeitschriftenform. Als Medium diente die „Roman-Rundschau“ unter dem Redakteur Ludwig Goldscheider, später Oskar Maurus Fontana (1889–1969). Für die ersten zwölf geplanten Hefte der Roman-Rundschau waren zeitgenössische Bestsellerautoren wie Bernhard Kellermann, H. G. Wells, Stefan Zweig, Jack London, Arthur Schnitzler, Upton Sinclair, Jakob Wassermann, Sinclair Lewis, Gustav Meyrink und Lion Feuchtwanger mit kleineren Arbeiten vorgesehen.
Immerhin zehn der zwölf Titel konnten erscheinen, zumeist mit Illustrationen von Otto Rudolf Schatz. Die Verlagstätigkeit musste allerdings bald aus rechtlichen Gründen eingestellt werden. Der Verlagshistoriker Murray G. Hall vermutet als Motiv für die Aberkennung des Zeitschriftencharakters nach § 2 Absatz 2 des österreichischen Pressegesetzes Neid- und Konkurrenzgründe. Eineinhalb Jahre nach Beginn des Unternehmens musste jedenfalls am 10. Dezember 1930 die Liquidation der Gesellschaft beschlossen werden. Mitte Juni 1931 wurde die Firma Strom-Verlag Ges.m.b.H. aus dem Handelsregister gelöscht.